# Danville (Vermont)
Pour les articles homonymes, voir Danville.
Danville est une ville du comté de Caledonia, Vermont, États-Unis. Sa population était de 2196 habitants en 2010.
La ville est nommée en l'honneur de Jean-Baptiste Bourguignon d'Anville, cartographe et géographe français du XVIIIe siècle.

## Voir Aussi